# Ana Torfs
Ana Torfs es una artista visual belga nacida en 1963 en Mortsel que vive y trabaja en Bruselas desde 1986.
En la realización de sus instalaciones utiliza una amplia gama de herramientas y medios, incluidas proyecciones de diapositivas, audio, fotografías, grabados, videos, tapices y películas. Su producción artística recorre temas como la dicotomía entre lo que visualizamos y lo que creemos conocer, e investiga en torno a la conformación del conocimiento que surge del lenguaje, y las estructuras coloniales que de éste se derivan.

## Biografía
Torfs realizó sus estudios de Ciencias de la Comunicación en la Universidad de Lovaina, y Cine y Vídeo en la Facultad de Arte y Diseño de la Universidad Sint-Lukas en Bruselas. 
Ha realizado numerosas exposiciones individuales en Europa entre las que se encuentran dos exposiciones en el Museo de Bellas Artes de Bruselas (BOZAR) en el año 2000 y en el 2020. También en Bruselas, en el 2007, expone en el Argos, el Centro de Artes Visuales y en el 2014 en el Centro de Arte Contemporáneo. En el año 2006 realiza una exposición en Berlín en Daadgalerie y también en la Sociedad de Arte Contemporáneo (GAK) de Bremen. En el 2008 expone en el Museo Sprengel de Hannover y en el 2010 en Viena en la Fundación Generali y en Düsseldorf en Kunstsammlung Nordrhein- Westfalen. En 2021 realiza su primera exposición monográfica en América, Espacio oscuro donde no pueden ponerse las cosas (Dark Space Where Things Cannot Be Put) en el Museo Universitario Arte Contemporáneo (MUAC) de la Universidad Nacional Autónoma de México (UNAM) en Ciudad de México.
Ha participado en numerosas exposiciones colectivas internacionales incluyendo la Octava Bienal Contour en Mechelen en 2017,  el Festival Internacional de Cultura Contemporánea Parasophia en Kyoto, 2015, la Primera Bienal Internacional de Arte Contemporáneo de Cartagena de Indias en 2014, la Bienal de Sharjah en 2013, la Manifesta 9 en Genk en 2012, la Segunda Bienal de Montreal en 2000 y la Tercera Bienal de Arte Contemporáneo de Lyon en 1995. En 2004 fue invitada por la Dia Art Foundation de Nueva York para crear un proyecto web.
En 2004, A Prior Magazine 10 se dedicó a la obra de Ana Torfs.
En España, con la reordenación Vasos Comunicantes de la Colección Permanente del Museo Nacional Centro de Arte Reina Sofía, cuenta una sala monográfica en el Episodio 7 dedicada a su obra TXT (Engine of Wandering Words), compuesta por seis tapices de jacquard.